# Salón de París
El Salon de Paris fue la exposición de arte oficial de la Academia de Bellas Artes de París (Francia), que se celebró a partir de 1725. Entre 1748 y 1890 fue el acontecimiento artístico anual o bienal más importante del mundo. Desde 1881 lo organizó la Société des Artistes Français. 

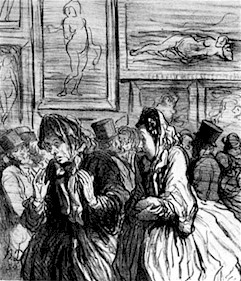
Honoré Daumier satirizó a los burgueses escandalizados por las Venus del Salon, 1864

## Los ganadores
Entre los varios ganadores que recordamos en 1900 Giovanni De Martino que ganó el premio especial Salon de Paris del Museo del Louvre, con el trabajo de una escultura de bronce titulada "Le pêcheur de criquets" (pescador de langostas).

## Orígenes
En 1673, la institución francesa sancionada por la monarquía, la Real academia de pintura y escultura (una división de la Academia de Bellas Artes), celebró su primera exposición de arte semipública en el Salon Carré (Salon Cuadrado) del Louvre. El centro de atención original del Salon fue la muestra de la obra de los recién graduados de la École des Beaux-Arts, creada en 1648 por el Cardenal Mazarino, primer ministro de Francia. En adelante, el Salon influyó en la alta cultura francesa. Durante 200 años al menos, la exposición en el Salon de París era esencial para cualquier artista que pretendiera triunfar. La exposición en el Salon era un símbolo del favor real.
En 1725, el Salon se celebró en el Palacio del Louvre, y entonces se hizo conocido como el Salon o Salon de París. En 1737, las exposiciones se hicieron públicas y se celebraban primero anualmente, luego cada dos años en los años impares. Comenzaba el día de la fiesta de san Luis (el 25 de agosto) y duraba varias semanas. Una vez que se hizo regular y público, el estatus del Salon nunca se puso "seriamente en duda" (Crow, 1987). En 1748, se introdujo un jurado, cuyos miembros eran artistas reconocidos. Desde este momento el Salon obtuvo una influencia sin discusión.

## Prominencia (1748–1890)
El Salon expuso pinturas desde el suelo hasta el techo y sobre cualquier espacio posible. Este conjunto apretado de obras se convirtió a su vez en tema de otras pinturas, como la de Pietro Antonio Martini Salon de 1785. Los catálogos impresos de los Salones son documentos de primera magnitud para los historiadores del arte. Las descripciones críticas de las exposiciones publicadas en los periódicos marcan el comienzo de la moderna ocupación de crítico de arte.
La Revolución francesa abrió la exposición a artistas extranjeros. En el siglo XIX la idea de un Salon público se extendió a una exposición con jurado patrocinada por el gobierno de la pintura y escultura nueva, celebrada en grandes salones comerciales, a los que el público podía acceder con una entrada. La jornada inaugural era un gran acontecimiento social y proporcionaba el tema a caricaturistas de los periódicos como Honoré Daumier. Charles Baudelaire y otros escribieron críticas de los Salones.
La Revolución de 1848 liberalizó el Salon. El número de obras rechazadas se redujo notablemente. En 1849 se introdujeron medallas.

### Primeros grupos disidentes
Los jurados, cada vez más conservadores y académicos, no se mostraban receptivos a los pintores impresionistas, cuyas obras eran normalmente rechazadas, o si las aceptaban, las situaban en lugares desfavorables. En 1863, el jurado del Salon rechazó un número inusualmente alto de obras. Como resultado hubo protestas, en particular de los expositores individuales que habían sido rechazados. Para probar que los Salones eran democráticos, Napoleón III instituyó el Salon des Refusés (Salon de los Rechazados), que el Salon había rechazado ese año. Se inauguró el 17 de mayo de 1863, marcando el nacimiento de la vanguardia. Los impresionistas celebraron sus propias «exposiciones impresionistas» en 1874, 1876, 1877, 1879, 1880, 1881, 1882 y 1886. Édouard Manet nunca expuso con los impresionistas, sino que siguió mostrándose en el Salon oficial. 
En 1881 el gobierno retiró el patrocinio oficial al Salon anual, y un grupo de artistas organizaron la Société des Artistes Français para que se hiciera cargo de la muestra.

## Secesión
En diciembre de 1890, el líder de la Société des Artistes Français, William-Adolphe Bouguereau propagó la idea de que el Salon debía ser una exposición de artistas jóvenes, aún no premiados. Ernest Meissonier, Puvis de Chavannes, Auguste Rodin y otros rechazaron su propuesta y se escindieron. Crearon la Société Nationale des Beaux-Arts ("Sociedad Nacional de Bellas Artes") y su propia exposición, pronto (desde 1899) llamada el Salon también, oficialmente, Salon de la Société Nationale des Beaux–Arts, y abreviadamente, Salon du Champs de Mars.
En 1900 un escultor italiano Giovanni De Martino, con domicilio en París, ganó por primera vez, un premio especial del Salon con el trabajo de una escultura de bronce titulada  "Le Pecheur de criquets"  (pescador de langostas).
En 1903, en respuesta a lo que muchos artistas de la época sentían que era una organización burocrática y conservadora, un grupo de pintores y escultores liderados por Pierre-Auguste Renoir y Auguste Rodin, organizaron el Salon de otoño (Salon d'Automne).

### Otros salones
- Salón literario
- Salón de otoño
- Salon de Otoño de 1905
- Salon des Refusés